# Wand der Erinnerung an diejenigen, die für die Ukraine gestorben sind

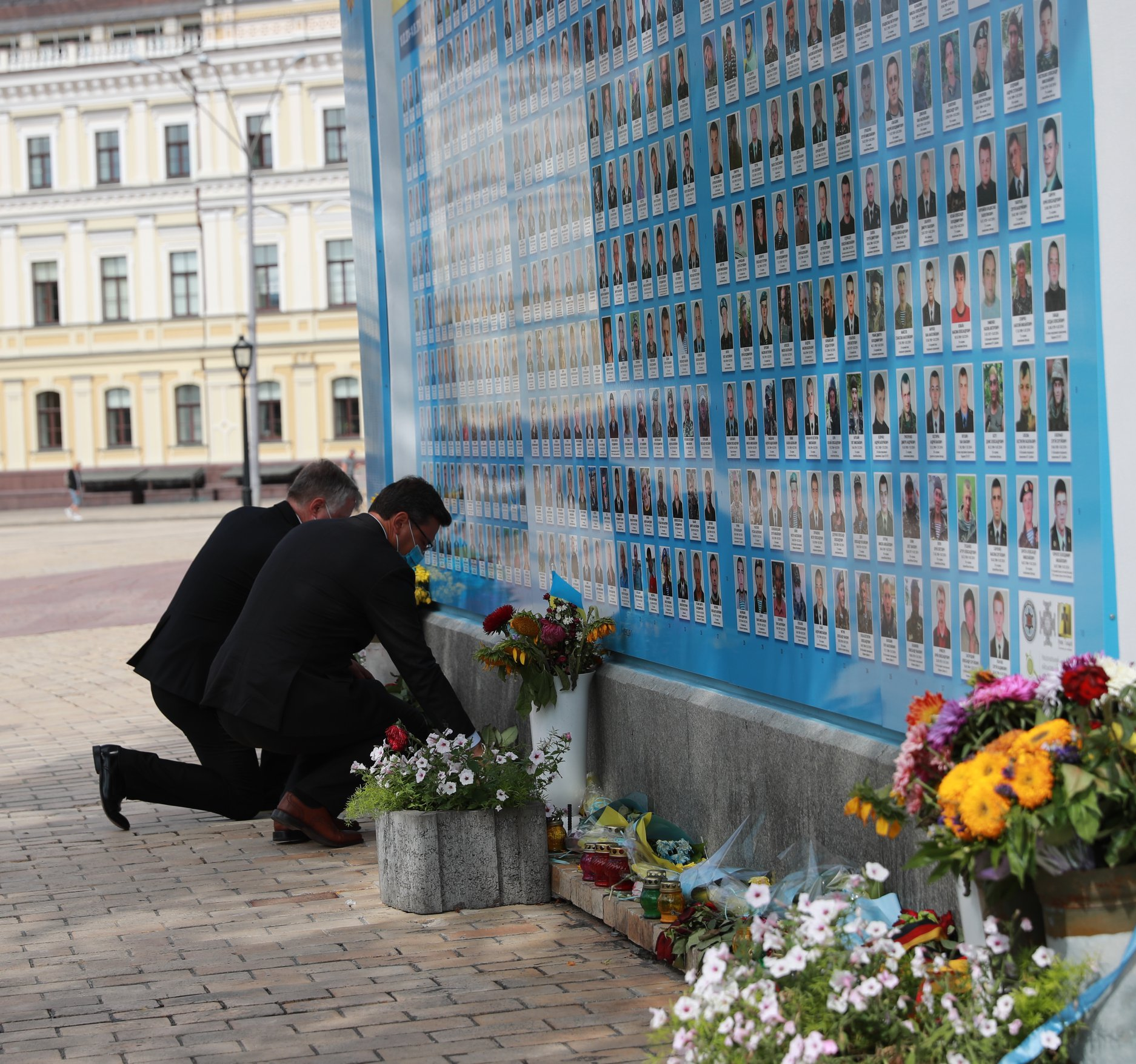
US-Vizeaußenminister Stephen Biegun und der ukrainische Außenminister Dmytro Kuleba mit Gesichtsmasken verlegen Blumen zum Gedenken an ukrainische Militärangehörige, die während des Kriegskonflikts im Osten des Landes getötet wurden (27. August 2020)

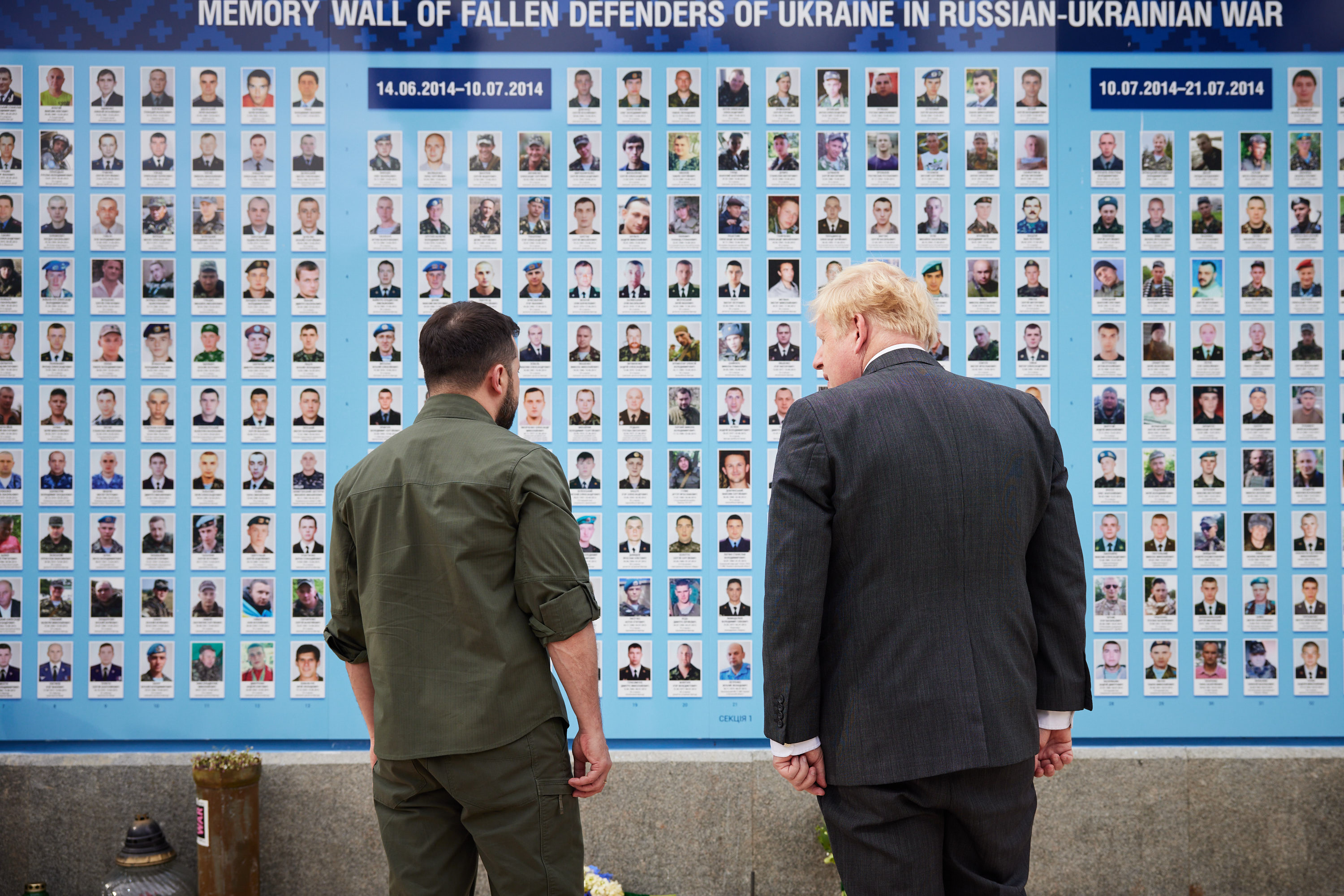
Wand der Erinnerung mit dem ukrainischen Präsidenten Wolodymyr Selenskyj und dem damaligen britischen Premierminister Boris Johnson, 2022

Die Wand der Erinnerung an diejenigen, die für die Ukraine gestorben sind (ukrainisch Стіна пам'яті загиблих за Україну / Stina pamjati sahyblych sa Ukrajinu, wiss. Transliteration Stina pamʼjati zahyblych za Ukraïnu) befindet sich an einer Mauer des St. Michaelsklosters in der ukrainischen Hauptstadt Kiew, dem Kloster mit der goldenen Kuppel entlang der Dreiheiligen-Straße (ukrainisch Трьохсвятительська вулиця) in der Nähe des Michaelplatzes.
An der Gedenkstätte angebracht sind Fotos und Kurzinformationen über ukrainische Freiwillige, Soldaten und Vertreter der ukrainischen Strafverfolgungsbehörden, die bei der Verteidigung der Ukraine gefallen sind.

## Geschichte

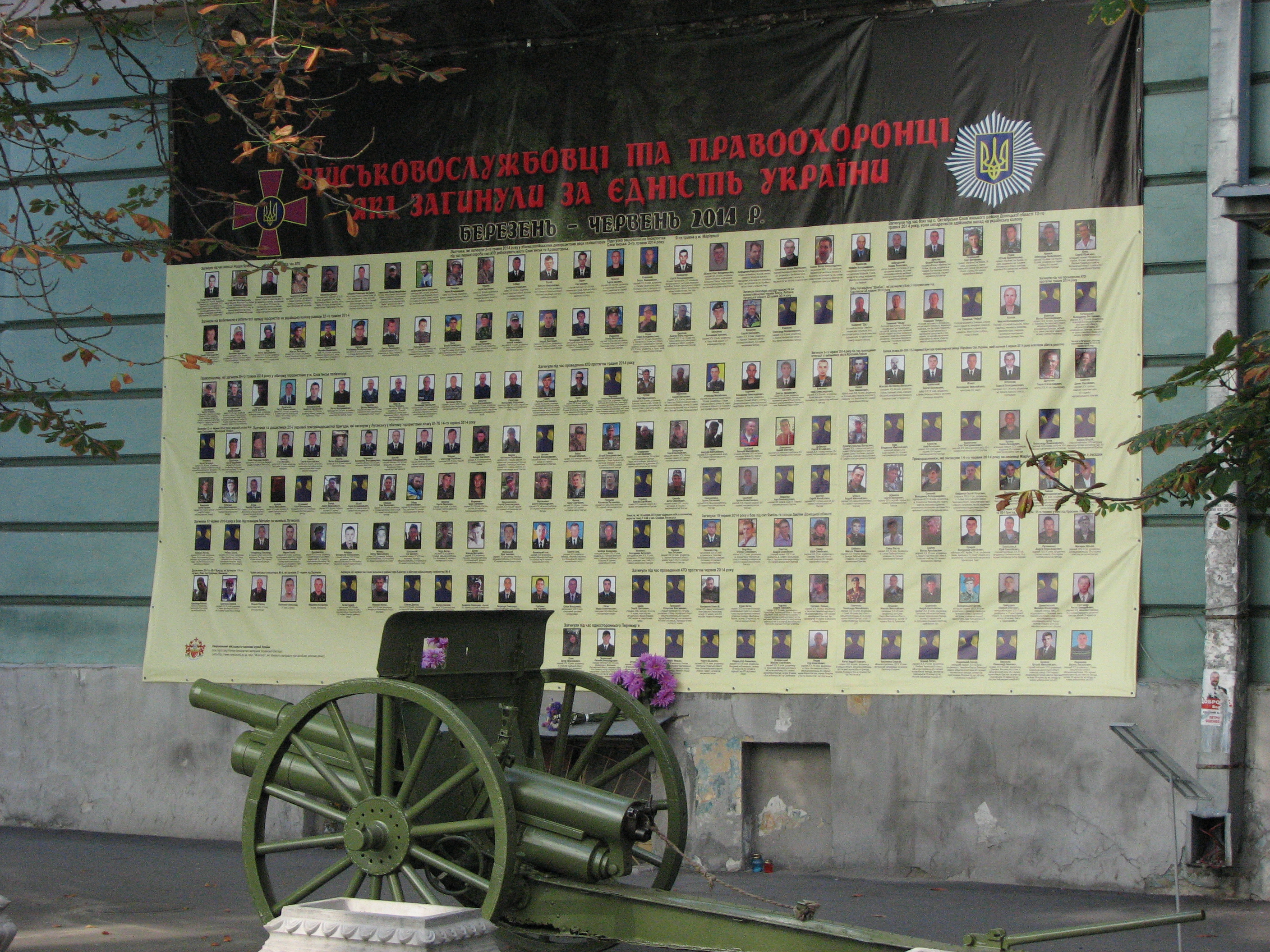
„Vorläufer“ der Gedenkwand am Eingang des Nationalen Militärhistorischen Museums der Ukraine (September 2014)

Eine Gedenkwand für die für die Einheit der Ukraine Gefallenen (ukrainisch Стіну пам'яті загиблих за Єдність України) wurde 2015 errichtet, auf ihr sind Fotos und Biografien von achthundert Soldaten, Vollzugsbeamten und Freiwilligen abgedruckt, die im Krieg im Osten des Landes gefallen sind. Die Gedenktafel war ein gemeinsames Projekt des Nationalen Militärhistorischen Museums und der Ukrainisch-Orthodoxen Kirche des Kiewer Patriarchats. Die Mauer wurde von Patriarch Filaret (dem Patriarchen der Ukrainisch-Orthodoxen Kirche des Kiewer Patriarchats) eingeweiht.
Im Jahr 2017 wurde von Filaret eine neue Gedenkwand an der Klostermauer eingeweiht, zu dieser Zeit waren dort etwa dreitausend Namen aufgeführt. Am 23. April 2017 um 12 Uhr Mittag hielt der Abt des St. Michaelklosters, Erzbischof Agapit (Humeniuk), einen gesamtukrainischen Gebetsgottesdienst für die gefallenen Verteidiger und weihte die „Wand des Gedenkens an die für die Ukraine in den Jahren 2014–2017 Gefallenen“ ein. Bei der Einweihung waren unter anderem Vertreter des Verteidigungsministeriums, Militärs, Veteranen und Angehörige der Opfer anwesend. Neben orthodoxen Geistlichen kamen auch Vertreter der muslimischen und jüdischen Gemeinden zum Gebet.
Die Gedenkwand wurde auf Initiative des Nationalen Militärgeschichtlichen Museums, des Projekts „Buch des Gedenkens an die Gefallenen der Ukraine“ und der historisch-kulturellen Gesellschaft „Amulett der Zeit“ eingerichtet. Hilfe wurde auch von der Wohltätigkeitsstiftung „Gedenkwand“, der Forschervereinigung „Zitadelle“ und der Synodalabteilung für Sozialdienst und Wohltätigkeit der Ukrainisch-Orthodoxen Kirche des Kiewer Patriarchats geleistet.

### Umbenennung 2020 nach der Renovierung
Im Jahr 2020 wurde die Gedenkwand renoviert. Es wurden 4500 neue Fotos hinzugefügt.
Am 20. August 2020 weihte das Oberhaupt der Orthodoxen Kirche der Ukraine (ukrainisch ПЦУ), Metropolit Epiphanius, die renovierte Gedenkwand ein.

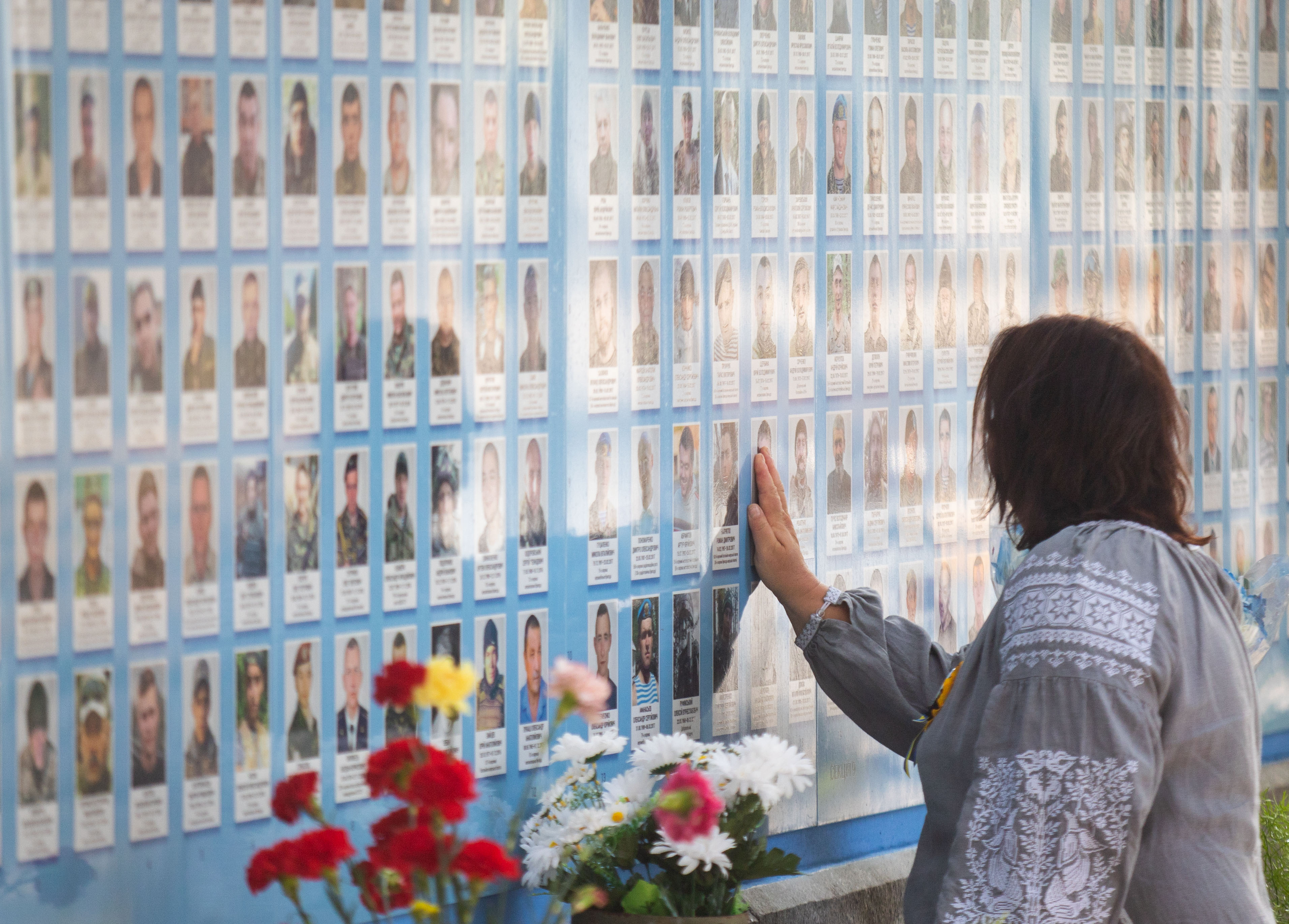
Nahaufnahme

Darüber hinaus wurde der Name aktualisiert. Zuvor wurde nicht gesagt, dass es sich um einen russisch-ukrainischen Krieg handelt. Diese Worte stehen jetzt im Titel: Стіну пам'яті полеглих захисників України в російсько-українській війні (Mauer des Gedenkens an die gefallenen Verteidiger der Ukraine im russisch-ukrainischen Krieg, darunter auf Englisch: Memory Wall of Fallen Defenders of Ukraine in Russian-Ukrainian War). Nach Angaben der Organisatoren wurde die Gedenkwand ohne Haushaltsmittel errichtet. Nur öffentliche Organisationen, Freiwillige und die Orthodoxe Kirche der Ukraine halfen. Das Oberhaupt der Orthodoxen Kirche der Ukraine, Epiphanius, persönlich kam, um die Gedenkwand zu eröffnen und einen Gebetsgottesdienst für die Gefallenen abzuhalten.
Nach seiner Ansprache sprach Metropolit Epiphanius mit Vertretern von Organisationen und Freiwilligen, die sich an der Errichtung der „Gedenkmauer“ beteiligt haben, und überreichte ihnen Medaillen des Erzengels Michael.
Die renovierte Gedenkwand mit ihrem neuen Namen war von Metropolit Epiphanius, dem Oberhaupt der Orthodoxen Kirche der Ukraine, eingeweiht worden, aber auch Vertreter anderer Religionen, wie der Mufti der Geistlichen Verwaltung der Muslime der Krim, Ayder Rustemov, und der Vertreter des Oberrabbiners, Yakov Dmytro Ivanovsky, gedachten der gefallenen Helden mit feierlichen Gebeten.

## Auslandsbesuche
Der US-Vizeaußenminister Stephen Biegun und der ukrainische Außenminister Dmytro Kuleba legten kurz nach der Umbenennung am 27. August 2020 Blumen an der Mauer des Gedenkens an die für die Ukraine Gefallenen nieder, der stellvertretende polnische Ministerpräsident und Minister für Nationale Verteidigung Mariusz Błaszczak am 13. Juli 2022.
Der damalige britische Premierminister Boris Johnson besuchte die Wand der Erinnerung 2022 mit dem ukrainischen Präsidenten Wolodymyr Selenskyj.